# Klisura (gmina Doljevac)
Klisura (cyr. Клисура) – wieś w Serbii, w okręgu niszawskim, w gminie Doljevac. W 2011 roku liczyła 153 mieszkańców.